# Boscia rotundifolia
Boscia rotundifolia är en kaprisväxtart som beskrevs av Ferdinand Albin Pax. Boscia rotundifolia ingår i släktet Boscia och familjen kaprisväxter. Inga underarter finns listade i Catalogue of Life.